# Mesua catharinae
Mesua catharinae är en tvåhjärtbladig växtart som först beskrevs av Merrill, och fick sitt nu gällande namn av André Joseph Guillaume Henri Kostermans. Mesua catharinae ingår i släktet Mesua och familjen Calophyllaceae. Inga underarter finns listade i Catalogue of Life.